# Узнож (Речицкий район)
Узнож (бел. У́знаж) — деревня в Речицком районе Гомельской области Белоруссии. В составе Комсомольского сельсовета.
На севере урочище Высокая Гора.

## География

### Расположение
В 37 км на северо-запад от Речицы, 21 км от железнодорожной станции Бабичи (на линии Гомель — Калинковичи), 87 км от Гомеля.

## Транспортная сеть
Рядом автодорога Светлогорск — Речица. Планировка состоит из длинной изогнутой улицы, ориентированной с юго-востока на северо-запад и застроенной двусторонне деревянными домами усадебного типа.

## История
По письменным источникам известна с XVIII века как деревня в Речицком повете Минского воеводства Великого княжества Литовского. После 2-го раздела Речи Посполитой (1793 год) в составе Российской империи. В 1879 году обозначена в Сведском церковном приходе. Согласно переписи 1897 года действовала школа грамоты. В 1909 году в Горвальской волости Речицкого уезда Минской губернии.
С 8 декабря 1926 года до 16 июля 1954 года центр Узножского сельсовета Горвальского, с 4 августа 1927 года Речицкого, с 20 февраля 1938 года Василевичского районов Речицкого, с 9 июня 1927 года Гомельского (до 26 июля 1930 года) округов, с 20 февраля 1938 года Полесской, с 8 января 1954 года Гомельской областей.
В пользования жителей было 726 га земли. В 1930 году организован колхоз «Большевик», работали кузница, смоловарня, спиртопорошковый и дегтярный заводы, начальная школа, отделение потребительской кооперации. Во время Великой Отечественной войны оккупанты создали в деревне свой опорный пункт, который 12 октября 1943 года был разгромлен партизанами. 15 июля 1942 года каратели убили 13 жителей (похоронены в могиле жертв фашизма на восток от деревни, в лесу) и сожгли деревню. 13 июня 1943 года в районе деревни партизаны весь день вели бой против карателей и нанесли им большие потери. В июне 1943 года оккупанты второй раз полностью сожгли деревню и убили 20 жителей. 133 жителя погибли на фронте. Согласно переписи 1959 года в составе совхоза «Комсомольский» (центр — деревня Комсомольск). Действовали 9-летняя школа, библиотека, фельдшерско-акушерский пункт, отделение связи, клуб.

## Население

### Численность
- 2004 год — 120 хозяйств, 215 жителей.

### Динамика
- 1795 год — 20 дворов.
- 1850 год — 34 двора.
- 1897 год — 42 двора, 305 жителей (согласно переписи).
- 1909 год — 60 дворов.
- 1930 год — 136 дворов, 663 жителя.
- 1940 год — 153 двора, 708 жителей.
- 1959 год — 708 жителей (согласно переписи).
- 2004 год — 120 хозяйств, 215 жителей.

## Достопримечательность
- Воинский мемориал. Надпись: "В этом районе 13 июня 1943 г. Гомельское партизанское соединение вело ожесточенные бои с дивизией "СС" и двумя полками охранных войск гитлеровцев".

## Галерея

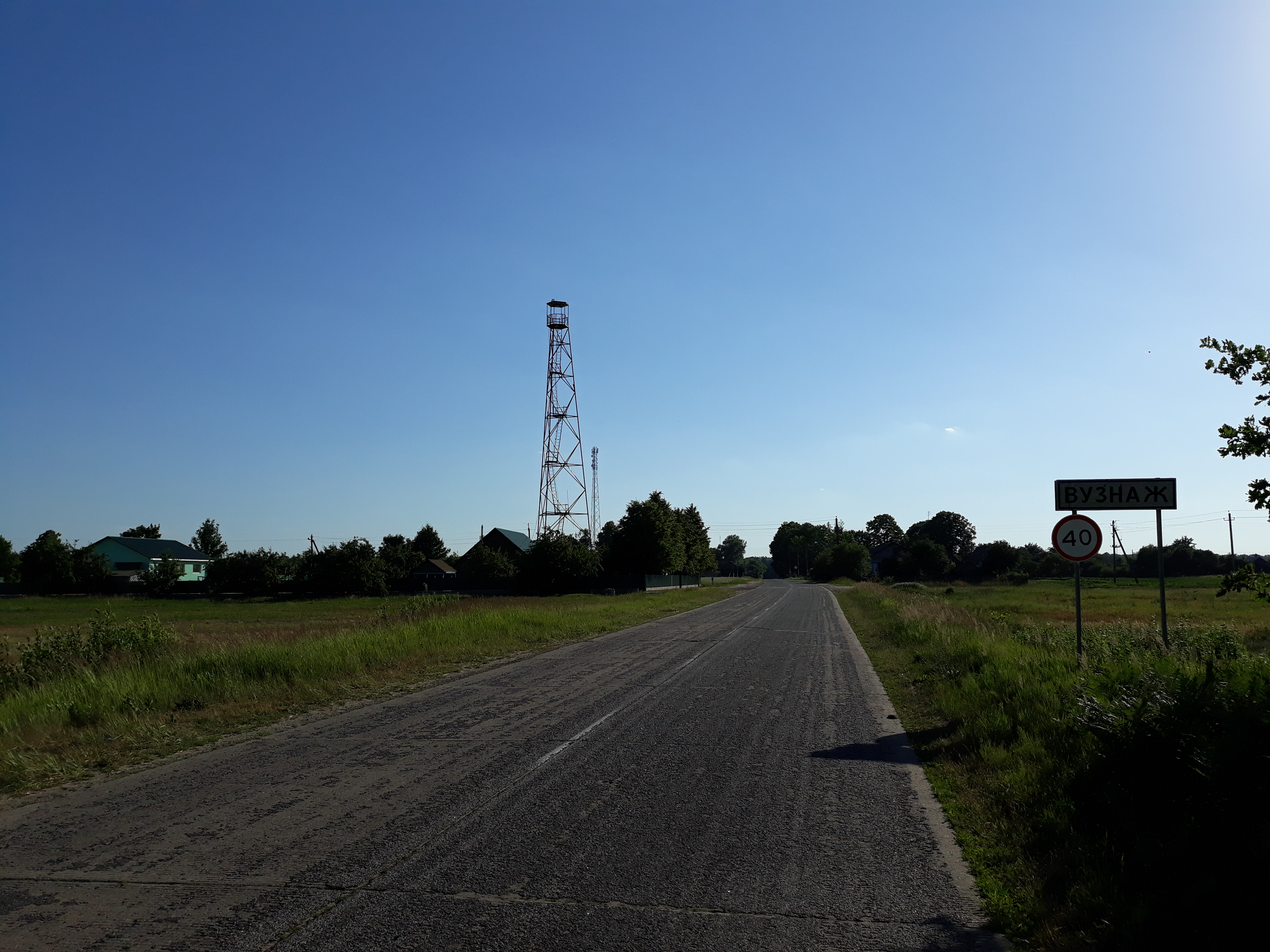
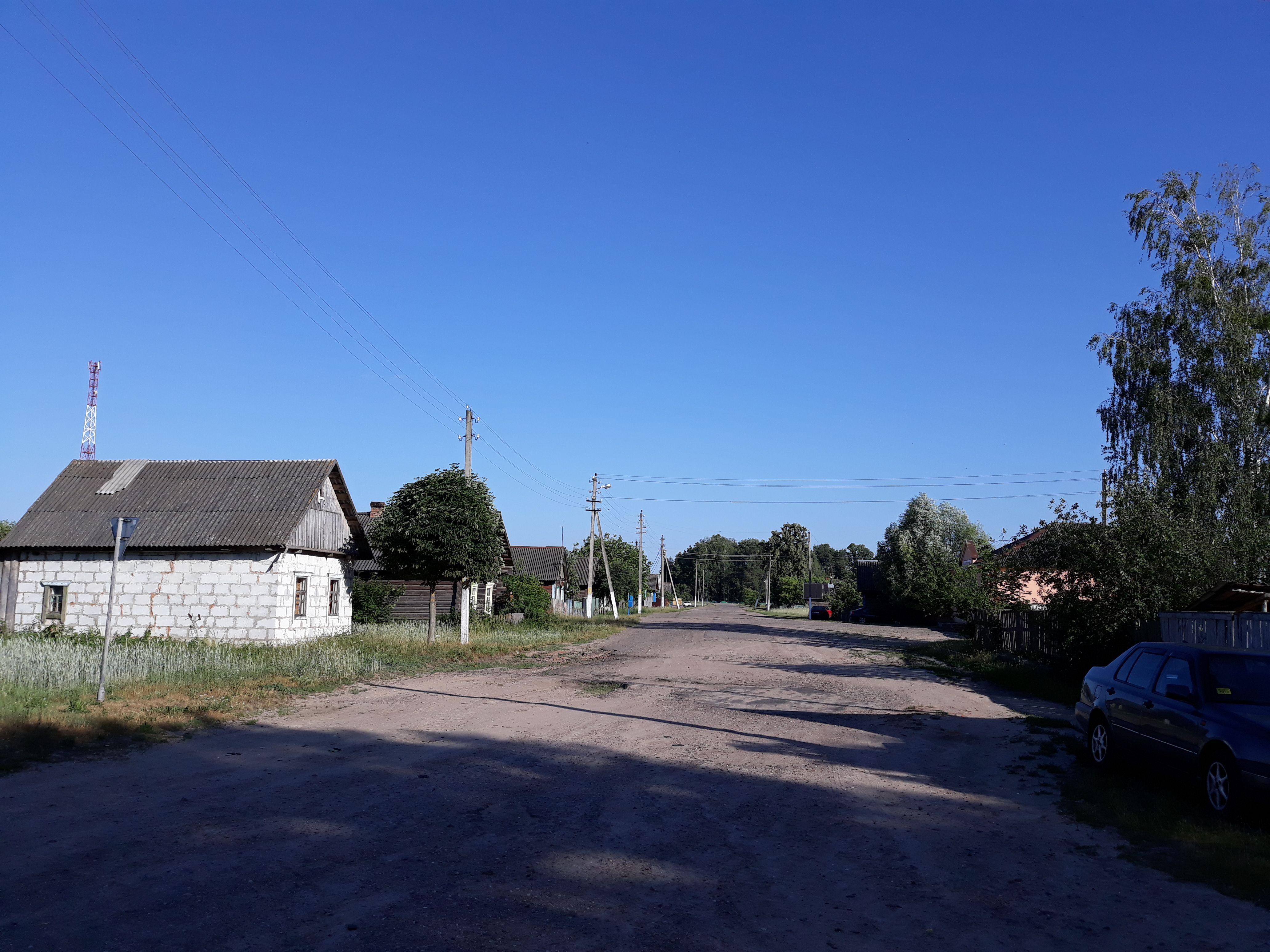
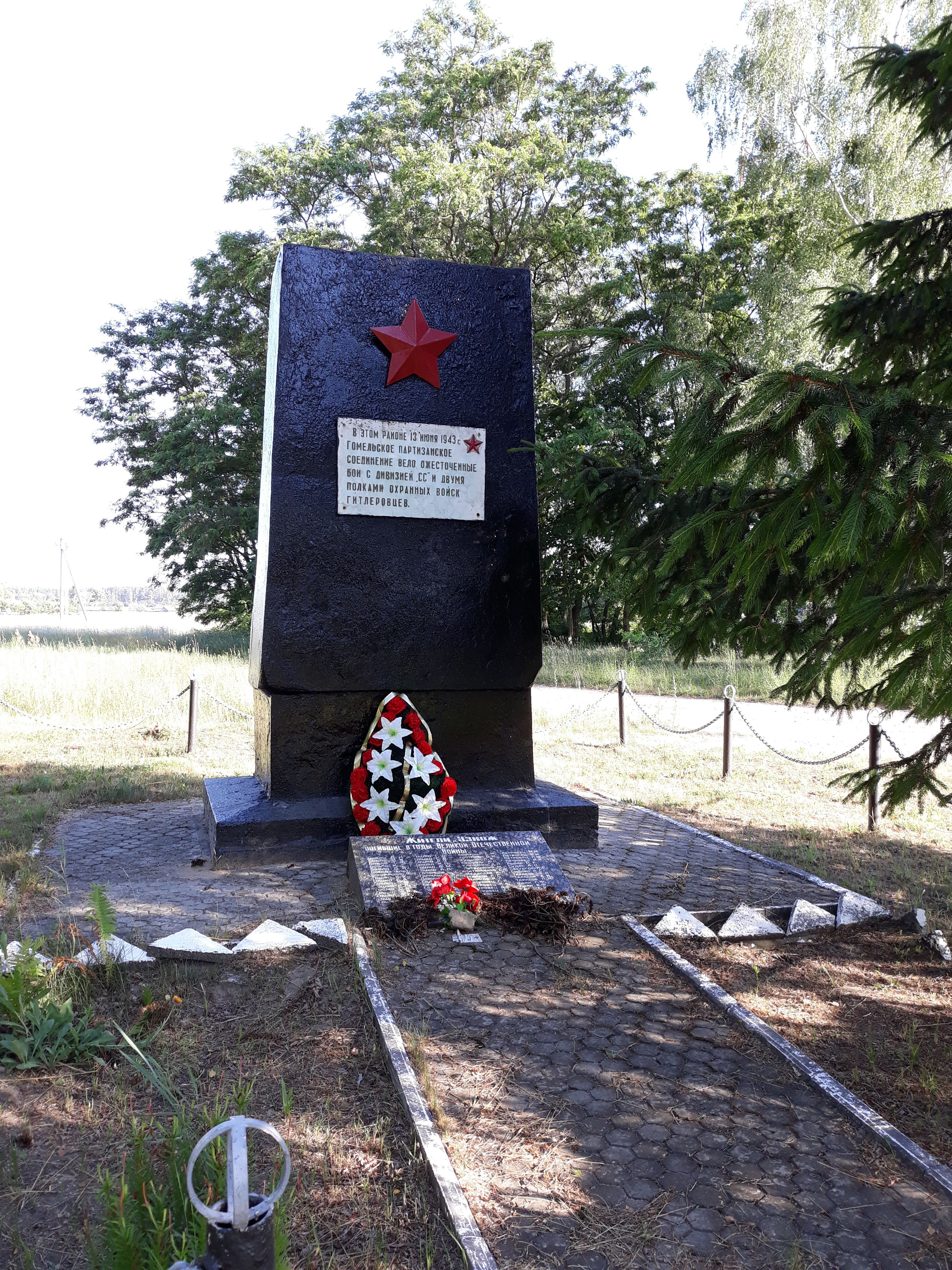
Воинский мемориал